# Stråtjärnen, Dalarna
Stråtjärnen är en sjö i Falu kommun i Dalarna och ingår i Dalälvens huvudavrinningsområde. Sjön har en area på 0,097 kvadratkilometer och ligger 131 meter över havet. Sjön avvattnas av vattendraget Aspån.

## Delavrinningsområde
Stråtjärnen ingår i det delavrinningsområde (671613-148317) som SMHI kallar för Inloppet i Lilla Aspan. Medelhöjden är 175 meter över havet och ytan är 31,6 kvadratkilometer. Räknas de 10 avrinningsområdena uppströms in blir den ackumulerade arean 80,83 kvadratkilometer. Aspån som avvattnar avrinningsområdet har biflödesordning 3, vilket innebär att vattnet flödar genom totalt 3 vattendrag innan det når havet efter 214 kilometer. Avrinningsområdet består mestadels av skog (69 procent) och jordbruk (11 procent). Avrinningsområdet har 0,45 kvadratkilometer vattenytor vilket ger det en sjöprocent på 1,4 procent.